# Nikolaï Berzarine
Nikolaï Erastovitch Berzarine (en russe : Николай Эрастович Берзарин), né à Saint-Pétersbourg le 1er avril 1904 et mort à Berlin le 16 juin 1945, est un général de l'Armée rouge durant la Seconde Guerre mondiale. En 1945, il est devenu le premier commandant des forces d'occupation soviétiques à Berlin.
Entre 1975 et 1992, Nikolaï Erastovich Berzarine a été citoyen d'honneur de la ville de Berlin. Il l'est redevenu en 2003.

## Biographie

### Vie privée
Né à Saint-Pétersbourg le 1er avril 1904, Nikolaï Berzarine serait fils d'un serrurier († 1917) et d'une couturière († 1918) ; il aurait un frère et quatre sœurs. En 1913, il aurait commencé des cours du soir dans une école primaire de Pétrograd, puis il aurait suit une formation de relieur ; mais à quatorze ans, il aurait interrompu ses études pour rejoindre l'Armée rouge. En 1925, il épouse Natalia Prossiniouk, une employée de caisse d'épargne, avec qui il aura deux enfants : Larissa (1926) et Irina (1938). 

### Carrière politique et militaire

#### Guerre civile
Le 14 octobre 1918, il se serait porté volontaire pour rejoindre l'Armée rouge (17e armée à Pétrograd). Il aurait combattu alors sur le front nord, à Arkhangelsk, contre les gardes blancs et les troupes britanniques. En 1921, il aurait participé à la répression de l'insurrection de Kronstadt. En 1923, il aurait été affecté en Sibérie au aurait contribué en 1924 à la défaite des forces rebelles dans la région de l'Amour.[réf. souhaitée]

#### Entre-deux guerres
En 1924, il est membre du Komsomol.  Après avoir suivi à Moscou une formation d'officier d'infanterie, il adhère au PCUS en 1926. En 1927, il est affecté en Extrême-Orient sibérien : il dirige une école de formation d'officiers à Irkoutsk en 1927, puis est chef adjoint de la formation des combattants et commandants de missions spéciales à l'OKDVA à Khabarovsk en 1933 ; en 1934, il est envoyé au siège du groupe maritime des forces, dont il devient chef de la 2e division en août 1937. Il est commandant (en 1935) et commissaire (1936) de la 26e division d'infanterie.
Durant la Grande Purge, il est accusé de devoir sa carrière aux « ennemis du peuple », mais il reçoit le soutien de plusieurs membres du PCUS.
En juin 1938, il commande la 32e Division d'Infanterie. À ce titre, il participe à la bataille du lac Khassan et repousse les attaques japonaises, ce qui lui vaut d'être décoré de l'ordre du Drapeau rouge. En février 1939, il est nommé commandant du 59e corps d'infanterie OKDVA et en juillet 1940, il devient adjoint au Commandant de l'Armée rouge d'Extrême-Orient.  Le 4 juin 1940, il reçoit le grade de major.
En mai 1941, après avoir été promu major-général (général de division), Nicolas Berzarin quitte l'Extrême-Orient et est affecté à Riga et devient commandant de la 27e armée de la région militaire spéciale de la Baltique.

#### Seconde Guerre mondiale

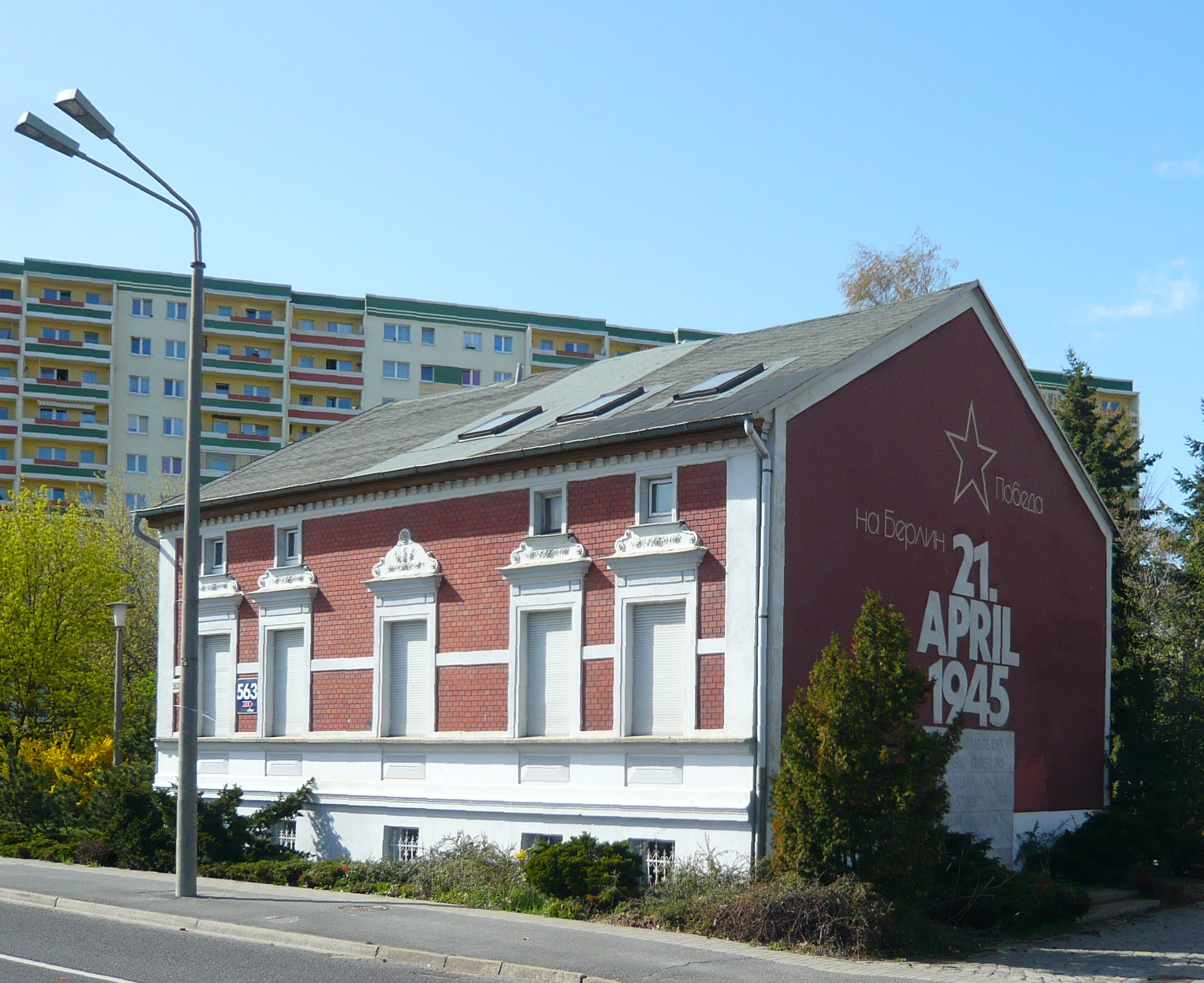
Mémorial à Marzahn

Lors de la Grande Guerre patriotique, Nikolaï Berzarine participe aux opérations de défense de la Baltique (lac Seliger), au sein du Front du Nord-Ouest. Il prend le commandement de la 34e armée du Front du Nord-Ouest en décembre 1941, et participe aux opérations dans la région de Demiansk en 1942.  En octobre 1942, il est commandant adjoint de la 61e armée, et plus tard, de la 20e armée. Grièvement blessé en mars 1943 à Viazma, il reste dans un hôpital militaire jusqu'en août 1943. Il est promu lieutenant-général (général de corps d'armée) le 28 avril 1943.
À partir de septembre 1943, il est commandant de la 39e armée (Front de L'Ouest, Front de Kalinine et 1er front de la Baltique). Il participe aux batailles offensives de l'hiver 1943-1944 en direction de Vitebsk.
En mai 1944, il commande la 5e armée de choc du 3e Front d'Ukraine, puis du 1er Front Biélorusse en octobre 1944. Il obtient de grands succès dans les opérations offensives des armées soviétiques : libération de Chișinău (Offensive de Jassy–Kishinev), pour laquelle il est promu colonel-général (général d'armée) et reçoit l'Ordre de Lénine ; franchissement des défenses allemandes dans la région Vistule-Oder ; opérations à la périphérie de Berlin (Bataille de Seelow). Sous son commandement, la 5e armée de choc est la première armée soviétique à atteindre les faubourgs de Berlin. Elle a pour mission particulière de s'emparer des bâtiments gouvernementaux situés dans le centre-ville, y compris la Chancellerie du Reich et le bunker d'Hitler. Son armée entre dans Berlin (Marzahn) le 21 avril 1945. Le 29 avril, il encercle avec ses soldats le quartier général de la Gestapo dans la rue du prince Albert.

### Commandant des forces d'occupation soviétiques à Berlin
Compte tenu des succès de la 5e armée de choc, Nikolaï Berzarine est fait Héros de l'Union soviétique le 6 avril 1945, à la veille de l'assaut final sur Berlin. Le 28 avril, le maréchal Joukov le nomme premier commandant et chef de la garnison soviétique à Berlin. Un premier communiqué, daté du 28 avril 1945 et signé du commandant Berzarine, indique que tous les pouvoirs sur Berlin sont confiés à son commandement. Il s'installe dans le quartier de Karlshorst situé dans le district de Lichtenberg.
Au titre de commandant de la ville, il se déclare en priorité en faveur de la restauration de l'ordre ; à cet égard, il crée une police à laquelle il confie la charge d'approvisionner la population en nourriture. Il pilote également l'installation de la première administration d'après-guerre.
Nikolaï Berzarine exerce la fonction de commandant de Berlin pendant 54 jours.

### Décès
Selon les déclarations officielles de l'armée rouge, Nikolaï Berzarine trouve la mort le 16 juin 1945 dans un accident de la circulation, au carrefour de la Schloßstraße et de la Wilhelmstraße (désormais Am Tierpark et Alfred Kovalko-Straße) dans le quartier de Friedrichsfelde. Selon cette version, il aurait cherché à traverser une colonne de camions soviétiques.
Des rumeurs font état d'un assassinat par le NKVD.
Nikolaï Berzarine est enterré à Moscou au cimetière de Novodevitchi.

## Hommages

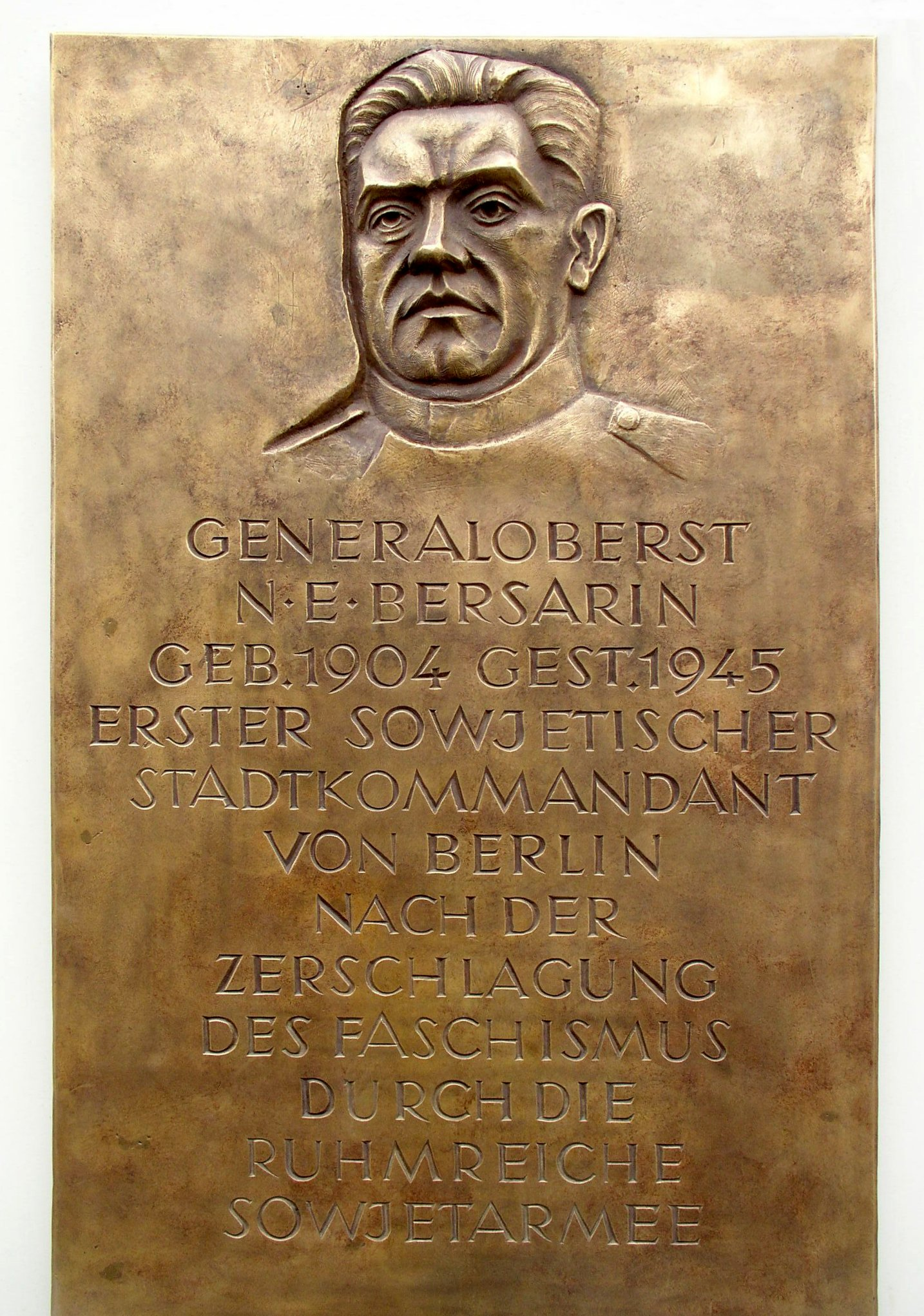
Plaque à la mémoire de Nikolaï Berzarine sur la Bersarinplatz dans le quartier de Friedrichshain à Berlin

Le titre de citoyen d'honneur de la ville de Berlin a été décerné à Nikolaï Berzarine de manière posthume en 1975, par le gouvernement de la RDA. En 1992, après la réunification allemande, Berzarine a été exclu de la liste des citoyens d'honneur. À la suite d'un débat animé, le maire de Berlin, Klaus Wowereit, lui a de nouveau décerné le titre le 11 février 2003, sur la base de documents supplémentaires. Les détracteurs de Berzarine affirmaient qu'il était responsable de la déportations de 47 000 Baltes, mais ces accusations furent réfutées par le fait qu'à la date invoquée, Berzarine se trouvait à Vladivostok.
Il existe une place Berzarine (en allemand : Bersarinplatz) dans le quartier de Friedrichshain ; depuis avril 2005, il existe également un pont Nikolaï Berzarine (Nikolai-E.-Bersarin-Brücke) dans le quartier administratif de Marzahn-Hellersdorf. Il existe par ailleurs des rues N.-E. Bersarin à Moscou, Donetsk, et d'autres villes de l'ex-URSS.

En septembre 1999, le musée germano-russe de Berlin a proposé une exposition consacrée à la vie du général Berzarine et à son action en tant que commandant de Berlin. L'historien Peter Yang, directeur du musée, a déclaré : 

« Je suis bien sûr particulièrement intéressé par tout ce qui concerne ma ville natale. Et il est difficile de trouver une période plus dramatique que fin de avril - début mai 1945. On ne peut donc pas manquer d'attirer l'attention sur une figure humaine, qui à l'époque a pris sous son “commandement” toute la ville, et a été responsable de deux millions d'habitants pendant tout le temps qui lui restait à vivre. »

## Décorations
- Héros de l'Union soviétique
- ordre de Lénine
- ordre du Drapeau rouge
- ordre de l'Étoile rouge
- ordre de Souvorov de 1re et 2e classe
- ordre de Koutouzov de 1re classe
- ordre de Bogdan Khmelnitski de 1re classe
- médaille pour la Défense de Moscou
- médaille pour la Libération de Varsovie
- Médaille pour la victoire sur l'Allemagne
- Commandeur de la Légion d'honneur